# Бакстер (Ајова)
Бакстер (енгл. Baxter) град је у америчкој савезној држави Ајова. По попису становништва из 2010. у њему је живело 1.101 становника.

## Демографија
Према попису становништва из 2010. у граду је живело 1.101 становника, што је 49 (4,7%) становника више него 2000. године.
| Група             | 2000.         | 2010.         |
| Белци             | 1.040 (98,9%) | 1.067 (96,9%) |
| Афроамериканци    | 8 (0,8%)      | 3 (0,3%)      |
| Азијати           | 2 (0,2%)      | 1 (0,1%)      |
| Хиспаноамериканци | 0 (0,0%)      | 14 (1,3%)     |
| Укупно            | 1.052         | 1.101         |